# Challenger de Cary 2021
El torneo Cary Challenger 2021 fue un torneo profesional de tenis. Perteneció al ATP Challenger Series 2021. Se disputó en su 7ª edición sobre superficie dura, en Cary, Estados Unidos entre el 19 al el 25 de julio de 2021.

## Jugadores participantes del cuadro de individuales
| Favorito | País                      | Jugador              | Rank1 | Posición en el torneo |
| -------- | ------------------------- | -------------------- | ----- | --------------------- |
| 1        | Bandera de Estados Unidos | Jenson Brooksby      | 152   | Baja                  |
| 2        | Bandera de la India       | Prajnesh Gunneswaran | 153   | Cuartos de final      |
| 3        | Bandera de Estados Unidos | Maxime Cressy        | 155   | Segunda ronda         |
| 4        | Bandera de Estados Unidos | Bjorn Fratangelo     | 187   | Primera ronda         |
| 5        | Bandera de Eslovaquia     | Lukáš Lacko          | 190   | Primera ronda         |
| 6        | Bandera de Estados Unidos | Mitchell Krueger     | 195   | CAMPEÓN               |
| 7        | Bandera de Estados Unidos | Christopher Eubanks  | 215   | Cuartos de final      |
| 8        | Bandera de la India       | Ramkumar Ramanathan  | 216   | FINAL                 |

- 1 Se ha tomado en cuenta el ranking del 12 de julio de 2021.

### Otros participantes
Los siguientes jugadores recibieron una invitación (wild card), por lo tanto ingresan directamente al cuadro principal (WC):
- William Blumberg
- Govind Nanda
- Sam Riffice

Los siguientes jugadores ingresan al cuadro principal tras disputar el cuadro clasificatorio (Q):
- Alexis Galarneau
- Aleksandar Kovacevic
- Shintaro Mochizuki
- Genaro Alberto Olivieri

## Campeones

### Individual Masculino
- Mitchell Krueger derrotó en la final a  Ramkumar Ramanathan, 7–6(6), 6–2

### Dobles Masculino
- Christian Harrison /  Dennis Novikov derrotaron en la final a  Petros Chrysochos /  Michail Pervolarakis, 6–3, 6–3